# Stearylalkohol
Stearylalkohol (även känd som 1-oktadekanol) är en organisk förening med formeln CH3 (CH2) 16 CH2OH. Den klassificeras som en fettalkohol.

## Egenskaper
Stearylalkohol uppträder i form av vita korn eller flingor, som är nästan olösliga i vatten men lösliga i alkohol. Den har låg toxicitet. Den härsknar inte utan kan förvaras torrt och mörkt i rumstemperatur. Den är också lätt nedbrytbar och anses inte miljöbelastande.

## Framställning
Stearylalkohol framställs genom reduktion av stearinsyra eller ur andra animaliska eller vegetabiliska fetter med processen för katalytisk hydrering.
Den utvanns förr ur valrav, som behandlades med i tur och ordning kalilut, alkohol och vattenlösning av koksalt, varefter följde filtrering, vattentvättning från klorrester, pressning och torkning.

## Användning
Stearylalkohol har ett brett spektrum av användningsområden som ingrediens i smörjmedel, hartser, parfymer och kosmetika. Det används som ett mjukgörare, emulgeringsmedel, och förtjockningsmedel i salvor av olika slag, och används ofta som ett återfettande medel i schampon och balsamer. Den har också funnit användning som ett avdunstningsbegränsande skikt när den appliceras på en vattenyta.